# Nicolas Hotman
Nicolas Hotman (Bruselas, antes de 1614 - París, abril de 1663) fue un compositor barroco especializado en música para viola y tiorba. 

## Inicios
Llegó a París en 1626. En 1632 fue considerado como el "maestro del laúd", y en 1635-1636 Mersenne alabó tanto a Hotman como a Maugars como los líderes virtuosistas de la viola. Annibal Gantez, en L'entretien des Musiciens (1643), le distinguió entre todos los músicos parisinos especializados en laúd y viola. 

## Auge
Hotman envió a Constantijn Huygens, en 1659, una serie de piezas para viola y tiorba, la última de las cuales fue ridiculizada por Henry Du Mont, aunque el resto fueron muy valoradas en los Países Bajos. Tres manuscritos editados en Utrecht en la década de 1660 contienen 26 de estas piezas para viola y 8 para tiorba. Él, junto a Sebastien Le Camus, reemplazaron el trabajo de Louis Couperin en la corte, situándose en 1661 como primeros violistas y tiorbistas. Entre muchos de los alumnos de Hotman son conocidos Machy y Sainte-Colombe, a los que instruyó en la línea compositiva francesa. 

## Estilo
Este músico se caracteriza y destaca por su versatilidad y virtuosismo en sus composiciones para viola, tiorba y laúd. Se convirtió en una figura respetada y considerada en la Corte y en distintos círculos aristocráticos. 

## Obras
- Para viola solo: 2 preludios, 12 allemandes, 6 courantes, 7 sarabandes, 10 gigues, 4 ballets, 1 bourrée, 1 boutade.
- Para dos violas: 1 courante, 1 sarabande.
- Para tiorba: 1 preludio, 3 allemandes, 3 courantes, 2 sarabandes, 2 gigues, 1 chaconne.
- Para laúd: 1 courante